# ディスプレイ広告
ディスプレイ広告 (英: digital display advertising)は、テキスト、画像、Flash、動画、および音声で作成されたバナーを通して配信される、インターネットウェブサイト、アプリ、ソーシャルメディアでのグラフィック広告のこと。ディスプレイ広告の主な目的は、サイト訪問者に一般的な広告とブランドメッセージを配信することである。
eMarketerによると、FacebookとTwitterは、2017年までにディスプレイ広告の支出市場シェアの33%を占める。Googleのディスプレイ広告キャンペーンは、世界中のインターネットユーザーの80%にリーチする。デスクトップディスプレイ広告は2014年に検索連動型広告の支出を上回り、モバイル広告の支出は2015年にディスプレイ広告を上回った。

## 概要
デジタルディスプレイ広告は、会社の宣伝メッセージがサードパーティのサイト、ニュースサイト、ソーシャルネットワークなどのウェブページに表示されるオンライン形式の広告のこと。この広告は、以前にウェブサイトを訪問しているが追跡ができない訪問者を除いて、ほぼすべての種類の顧客を企業のウェブサイトにアクセスさせ、ページビューを増やすことができる。ディスプレイ広告の主な目的は、ブランド認知度を高めることであり（Robinson et al.,2007）、消費者の購入意欲を高めるのにも役立つ。
ソーシャルメディアは多くの組織で使用されている。一例として、2014年にASOSとナイキがGoogleハングアウトと協力して、Google+で最初のショッピングビデオウェブチャットを開発した。ここで配信された動画は、ナイキのエアマックスシューズの27周年を記念して展開されたディスプレイ広告の例である。動画広告は、ユーザーのブランド認知度を高め、ハングアウトを視聴してディスプレイ広告から遷移して商品を購入させることが目的である。消費者はディスプレイ広告をクリックして買い物ができた。ASOSの発表によると、ディスプレイ広告は、ウェブサイトにアクセスするユーザー数とASOSアプリのダウンロード数の両方を28%増加させ、ユーザーは平均して月に8回ウェブサイトにアクセスしたという。

## 運用

### 広告報酬
広告報酬の支払いは、サイト訪問者がディスプレイ広告が含まれるウェブページを開いてブラウザに広告が表示される (インプレッション)、表示された広告を訪問者がクリックする (クリックスルー)、訪問先であらかじめ決められたアクションを実行する (商品の購入や個人情報の登録など)段階で行われる方式があり、それぞれ表示報酬型（インプレッション型報酬）、クリック報酬型（クリックスルー型報酬）、成功報酬型（売上型成功報酬）などと呼ばれる。初期はインプレッションに従って支払われる方式から始まったが、クッキーによる訪問者の追跡技術が発達するに連れ、様々な種類のKPIが設定されるようになっている。

### ディスプレイ広告のフォーマットの重要性
「アムステルダムコミュニケーション研究科ASCor」の2人の学生が、さまざまなディスプレイ広告のフォーマットに対する視聴者の反応について研究を行った。特に、彼らは2つの異なる種類のフォーマット（スポンサードコンテンツとバナー広告）について、フォーマットによって肯定的、否定的に捉えられることを実証した。このため、ディスプレイ広告メディアを最大限に活用するには、適切なフォーマットを選択することが重要となる。
フォーマットには以下のようなものもある。
- 動画広告
- リッチメディア広告（バナー範囲が画面に広がる）：ユーザーがバナーにマウスオーバーしたとき（節度がある場合）、またはページを開くと自動開始される（節度がない場合）Flashファイル
- オーバーレイ広告：コンテンツの上に表示され、閉じるボタンをクリックして削除できる広告
- インタースティシャル広告：予想されるコンテンツの前（ターゲットページがユーザーの画面に表示される前）にウェブページに表示される広告
- スポンサーシップ広告：ブランドロゴを表示したり、ウェブサイトのデザインにブランドデザインを組み込んだりする広告。これは、通常の編集記事のように見える広告らしさを感じないネイティブ広告のようにも見えるが、実際には広告主が出稿している[2]

IABが定める標準広告サイズ。このイラストは縮小表示されている。

Interactive Advertising Bureauは、広告の種類に適したフォーマットをより適切に選択できるように、クリエイティブが従うべきガイドラインであるディスプレイ標準広告ユニットポートフォリオを公開した。以下の一覧は2007年のガイドラインである。
- レクタングルとポップアップ[注釈 1]
  - ミディアムレクタングル: 300 x 250
  - スクエアポップアップ: 250 x 250
  - バーティカルレクタングル: 240 x 400
  - ラージレクタングル: 336 x 280
  - レクタングル: 180 x 150
  - 3:1 レクタングル: 300 x 100[注釈 2]
  - ポップアンダー: 720 x 300[注釈 2]
- バナーとボタン
  - フルバナー: 468 x 60
  - ハーフバナー: 234 x 60
  - マイクロバー: 88 x 31
  - ボタン1: 120 x 90
  - ボタン2: 120 x 60
  - バーティカルバナー: 120 x 240
  - スクエアボタン: 125 x 125
  - リーダーボード: 728 x 90[注釈 3]
- スカイスクレイパー[注釈 1]
  - ワイドスカイスクレイパー: 160 x 600
  - スカイスクレイパー: 120 x 600
  - ハーフページ: 300 x 600[注釈 4]

数字の単位はすべてピクセル(px)。上で太字で表示されているものはユニバーサル・アド・パッケージ (UAB)のサイズである。背景が灰色で表示されているものは2011年の改定で削除された。このガイドラインは、広告パフォーマンステストの結果得られる消費者の反応の変化、よく使われるデバイスやメディアタイプの変化などを考慮して2年毎に見直しがかかるため、常に最新の情報を参照する必要がある。
2015年、IABはHTML5を考慮したディスプレイ広告とモバイル広告のガイドラインを発表した。
2017年、IABは、サイズ調整可能な広告 (レスポンシブ広告) フォーマットを取り上げた新しいガイドラインと、拡張現実（AR）、仮想現実（VR）、ソーシャルメディア、モバイルビデオ、絵文字広告メッセージング、360度動画広告などの新しいデジタルコンテンツエクスペリエンスのガイドラインも発表した。
固定サイズのガイドラインは以下の通りである。
| アドユニット名                        | 固定サイズ (px)                     |
| ------------------------------------- | ----------------------------------- |
| ビルボード                            | 970 x 250                           |
| スマートフォンバナー                  | 300 x 50、320 x 50                  |
| リーダーボード                        | 728 x 90                            |
| スーパーリーダーボード/プッシュダウン | 970 x 90                            |
| ポートレイト                          | 300 x 1050                          |
| スカイスクレイパー                    | 160 x 600                           |
| ミディアムレクタングル                | 300 x 250                           |
| 120x160                               | 120 x 160                           |
| モバイルフォン インタースティシャル   | 640 x 1136、750 x 1334、1080 x 1920 |
| モバイルフォン スモールバナー         | 120 x 20                            |
| モバイルフォン ミディアムバナー       | 168 x 28                            |
| モバイルフォン ラージバナー           | 216 x 36                            |